# Eremiaphila ammonita
Eremiaphila ammonita è una specie di mantide religiosa appartenente al genere Eremiaphila nativa dello stato della Giordania.